# 토미자와 카자토
토미자와 카자토(	冨澤風斗, 1996년 5월 17일 ~)는 일본의 배우, 성우이다.

## 출연

### 영화
- 2012년 《컬러풀》 - 고바야시 마코토(목소리) 역